# Literna limbata
Literna limbata är en insektsart som beskrevs av Schmidt 1920. Literna limbata ingår i släktet Literna och familjen spottstritar. Inga underarter finns listade i Catalogue of Life.